# George Gaynes
George Gaynes, születési nevén George Jongejans  (Helsinki, 1917. május 16. – North Bend, Washington, 2016. február 15.) finn származású amerikai színész.

## Életpályája
Anyja, Iya De Gay és apja, Gerrit Jongejans később az Egyesült Államokba költöztek. Finn származása mellett orosz és holland ősei is vannak (családneve eredetileg holland, ahogy apja keresztneve is), és több nyelven is beszélt.
George a Broadwayon lett híres, majd a Rendőrakadémia-sorozattal. Szerepelt az Aranyoskám című filmben is, valamint feleségével együtt a Punky Brewsterben is.

## Magánélete
1953. december 20-án vette el Allyn Ann McLerie színpadi, televíziós és táncos színésznőt. Két gyermekük született: Matthew (Matt) és Iya.

## Halála
Gaynes, North Bend, Washingtoni otthonában halt meg 2016. február 15-én, csaknem 99 évesen.

## Filmjei
- 2003 - Szakítópróba (Just Married) ... Father Robert
- 1997 - Amikor a farok csóválja... (Wag the Dog) ... Nole szenátor
- 1996 - A salemi boszorkányok (The Crucible) ... Sewall bíró
- 1994 - Ványa a 42. utcában (Vanya on 42nd Street) ... Serybryakov
- 1994 - Rendőrakadémia 7. - Moszkvai küldetés (Police Academy VII: Mission to Moscow) ... Commander Lassard
- 1993 - Szörnyeteg a mostohám (Stepmonster) ... Norman
- 1989 - Rendőrakadémia 6. - Az ostromlott város (Police Academy 6: City Under Siege)
- 1988 - Rendőrakadémia 5. - Kiküldetés a Miami Beachre (Police Academy 5: Assignment Miami Beach) ... Eric Lassard
- 1987 - Rendőrakadémia 4. - Civil osztag (Police Academy 4: Citizens on Patrol) ... Cmndt. Eric Lassard
- 1986 - Rendőrakadémia 3. - Újra kiképzésen (Police Academy 3: Back in Training) ... Eric Lassard
- 1985 - Rendőrakadémia 2. - Az első megbizatás (Police Academy 2: Their First Assignment) ... Eric Lassard
- 1984 - Punky Brewster sorozat
- 1984 - Micki és Maude - Családból is megárt a sok (Micki + Maude) ... Dr. Eugene Glztszki
- 1984 - Rendőrakadémia (Police Academy)
- 1983 - Lenni vagy nem lenni (To Be or Not To Be)
- 1982 - Aranyoskám (Tootsie) ... John Van Horn
- 1982 - Halottak nem viselnek kockás öltönyt (Dead Men Don't Wear Plaid)
- 1980 - Változó állapotok (Altered States)
- 1977 - Washington zárt ajtók mögött (Washington: Behind Closed Doors)
- 1973 - Columbo - Vihar egy pohár borban (Columbo: Any Old Port in a Storm) ... Frenchman
- 1973 - Ilyenek voltunk (The Way We Were)
- 1972 - Columbo - Fekete etűd (Columbo: Étude in Black) ... Everett
- 1966 - A csoport (The Group) ... Brook Latham

## Fordítás
- Ez a szócikk részben vagy egészben  a   George Gaynes című angol Wikipédia-szócikk fordításán alapul.  Az eredeti cikk szerkesztőit annak laptörténete sorolja fel. Ez a jelzés csupán a megfogalmazás eredetét és a szerzői jogokat jelzi, nem szolgál a cikkben szereplő információk forrásmegjelöléseként.